# 腐敗
腐敗（ふはい）とは、有機物が微生物の作用によって変質（不完全分解）する現象をいう。
腐敗には、それにより味の劣化や不快臭、有毒物質が生じる場合（狭義の腐敗）と、有用または無害な場合とがある。また、「精神が堕落し、悪徳がはびこること」を意味することもある。

## 概要
腐敗物は、腐敗アミン（インドール、ケトン）などによって生成分解されるため独特の臭気（主に硫化水素やアンモニアなどによる悪臭）を放つ。また、腐敗によって増殖した微生物が病原性のものであった場合には有毒物質を生じ、食中毒の原因ともなる。
腐敗の具体的内容は多岐にわたり、元の材料、その置かれた温度、水分などの条件によって様々に変化する。これは、基質と条件によって働く微生物が異なるのが大きな原因である。腐敗の判定には化学的判定、物理的判定について研究されている。
腐敗は、生体で利用されていた有機窒素化合物を単純な有機窒素化合物や無機窒素化合物に変化させ、自然界において生物が窒素を循環利用することに寄与している。

## 食品における腐敗

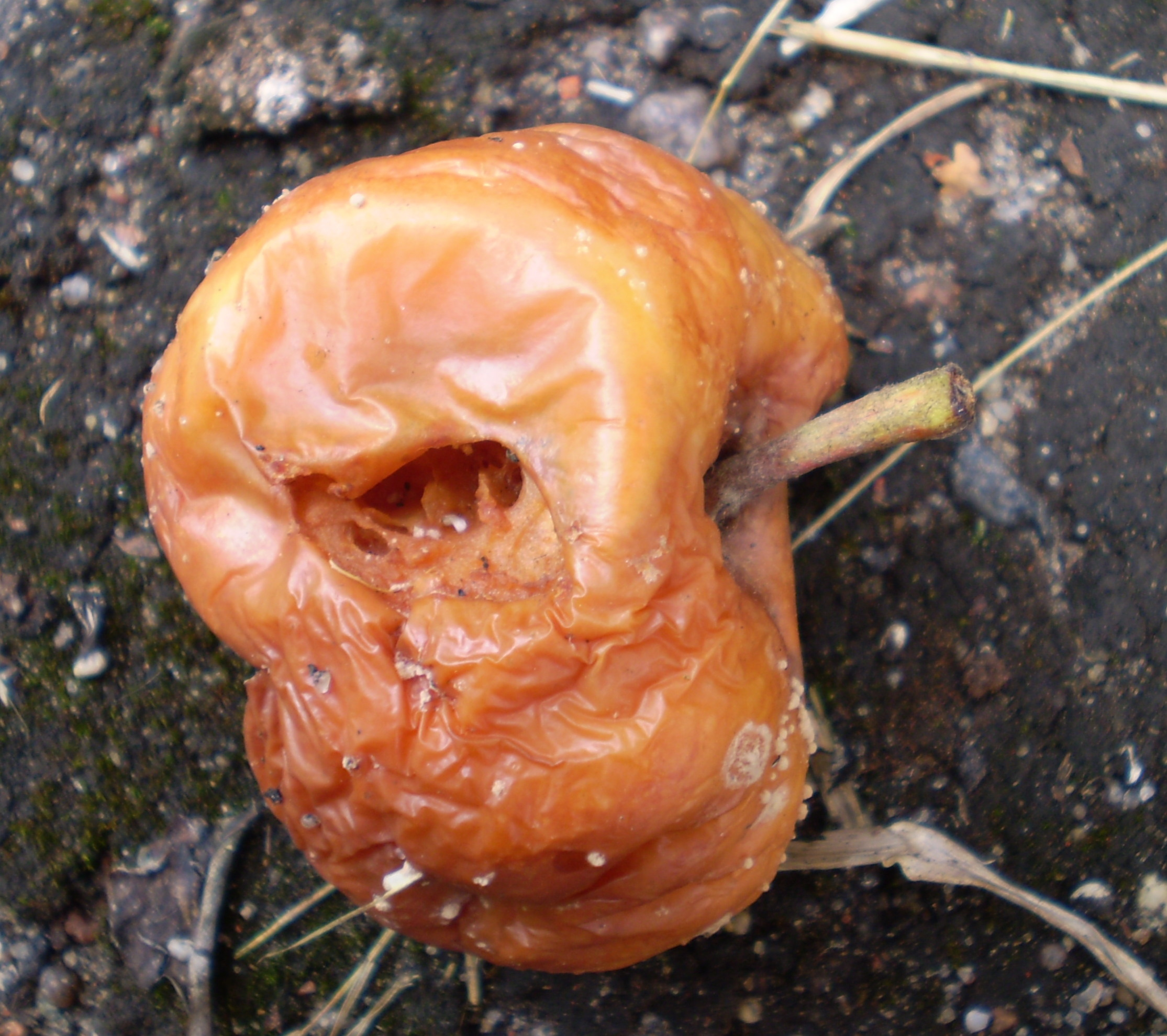
腐敗したリンゴ

食品における腐敗とは、細菌類の作用によってタンパク質が分解し、人体に有害な物質が発生することをいう。炭水化物、脂肪などが分解し有害な物質が発生する作用を変敗というが、腐敗は変敗を伴うことがほとんどである。なお、主に酵母の働きによって無害に分解変化することを発酵、光、空気、水などの作用で実質が変化することを変質と呼ぶ。
腐敗に関与する細菌は体内で酵素を作りつつ増殖するが、酵素が食品中に分泌された場合、細菌とは無関係に食品に作用するようになる。食品が汚染され、酵素が分泌された後に殺菌を行ったとしても、腐敗は自動的に進行する。酵素を作り出す腐敗細菌としては、プソイドモナス、アクロモバクター、フラボバクテリウム、プロトイス、ミクロコツカス、セラチアなどが挙げられる。現在、厚生労働省では16種類の細菌を食中毒原因菌に指定している。
腐敗のプロセスは、食品の成分や細菌の種類によって異なり、メカニズムについてはっきりとしていない部分も多い。栄養価が損なわれているだけでなく、未知の毒性物質や病原微生物によって汚染されている可能性もあるため、腐敗した食品の摂取は好ましくない。
腐敗を防ぐには、原因となる細菌が食品に付着しないようにすることが必要である。また、細菌（および酵素）は適度な温度や水分のある環境で活発に活動し、食品を冷却乾燥させると活動が低下する。

### 魚介類の鮮度
古くから様々な鮮度判定法が考案されたが、一長一短で全ての魚介類で活用できるものではなかった。人間の嗅覚や視覚から判断する官能的方法、揮発性塩基窒素やアデノシン三リン酸（ATP）の分解度などをみる化学的方法、死後硬直などの硬さから判断する物理的方法、微生物の生菌数から判断する微生物学的方法などがある。
K値
1959年に水産学者斎藤恒行らによって品質判定法として提唱されたK値がある。生物がエネルギーとして利用しているアデノシン三リン酸（ATP）は、死後にアデノシン二リン酸（ADP）、アデニル酸（AMP）、イノシン酸（IMP）などを経て、イノシン（HxR）→ヒポキサンチン（Hx）に分解されていく。K値は、ATPとその分解物の総量と最後の方の分解物であるイノシン、ヒポキサンチンの割合から鮮度（腐敗度）を示す指標である。60%以上から初期腐敗と考えられている。
2022（令和4年）3月31日に、高速液体クロマトグラフ法を用いたK値測定試験方法が日本農林規格(JAS規格)となった。
Hx測定
欧米で多く使用されていた手法がHx測定であるが、日本の得られる魚種では分解のされ方が異なり多くの魚種に対応できるK値を使う手法が考案された。
魚種による腐りやすさ（足の速さ）
タイは、腐ってもタイというように腐りにくい。サバは生腐れというように腐りやすいとされる。
サバのような、赤身の回遊魚は特に痛みやすい。さらに、網で採ったときに傷つきやすく、マグロのようにすぐに冷凍保存しない魚は鮮度が落ちやすい傾向にある。
赤身魚が傷みやすい理由として、体内にヒスチジンが多く、保存が不適切であるとヒスタミン産生菌の繁殖により、ヒスチジンからヒスタミンに変化し、ヒスタミン食中毒を起こす危険性があるためである。

## 腐敗微生物・腐敗細菌
腐敗をもたらす原因となる微生物のことを腐敗微生物と呼ぶ。その中でも細菌の場合を腐敗細菌と呼ぶ。
腐敗細菌はあらゆるところに棲息している。

## 言葉の用法
腐敗および腐るという言葉は、本来有機物が分解される様を表現した言葉であるが、この現象は視覚的および感覚的に醜い状態へ変貌するというイメージを受ける。

この醜い状態へ変貌する様を精神的に堕落して悪がはびこる様に喩えて、しばしば人・組織・政治・業界などの社会的要素で起こる、汚職・賄賂など悪質な体制や性質が、半ば慢性化している状態に対して、この言葉が使われる。
- 例：「腐敗した業界」「あいつは人間の腐った奴だ」「女の腐ったの」「この腐敗した世界に墜とされた」
- 魚は頭から腐る(the fish rots from the head)。 - 組織は上層部から腐ること示す例え[14]。トルコの同様のことわざ「Balık baştan kokar」について記述された本『Observations on the Religion, Law, Government, and Manners of the Turks（トルコのマナー、政府、法律、宗教に関する観察結果）』が出版された1768年から英語で定着したという説がある[15]。